# Антикайнен, Тойво

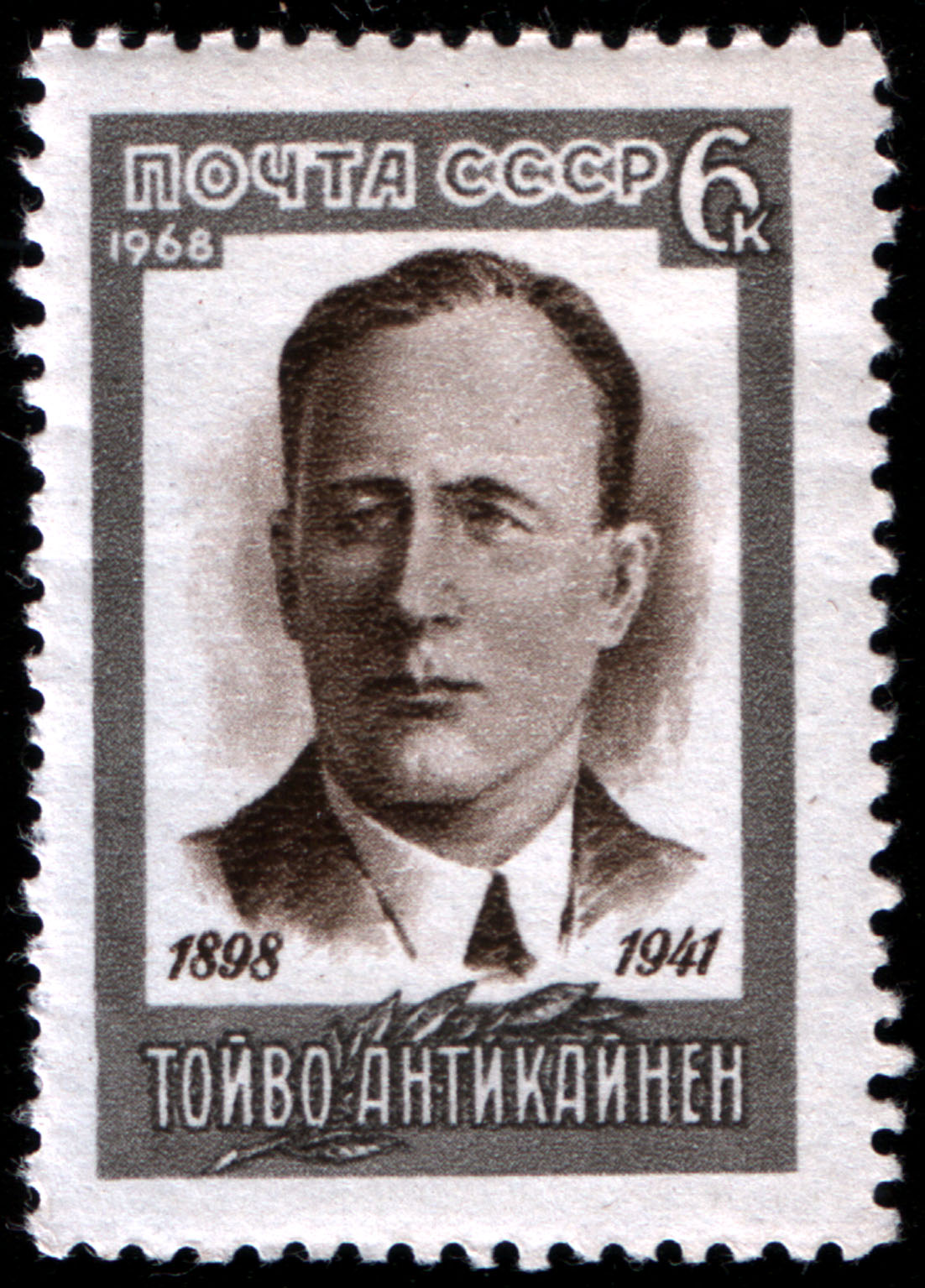
Почтовая марка СССР памяти Т. Антикайнена, 1968 год, (ЦФА 3669, Скотт 3511)

То́йво А́нтикайнен (фин. Toivo Antikainen; 8 июня 1898 — 4 октября 1941) — финский политик, один из организаторов и руководителей Коммунистической партии Финляндии, активный участник Гражданской войны в России. Стал известен в Финляндии и в мире в 1930-х в ходе политического судебного процесса, где ему грозила смертная казнь по обвинению в убийстве.

## Молодость
Родился в Хельсинки в семье рабочего. Его родители и старшие дети в семье были активистами рабочего движения, и мальчик рано начал политическую деятельность.
С восьми лет участвовал в деятельности молодёжного общества Совершенство (фин. Ihanneliitto), с 12 лет — председатель его местного отделения. В школе отучился 6 классов. Работать начал посыльным, в 1911 году начал учиться на шорника.
В 1915 году вступил в Социал-демократическую рабочую партию Финляндии. 15-летним вступил в Социалистический союз рабочей молодёжи Финляндии. В 1916 году его выбрали секретарём отделения в Сёрнёнен, а в следующем году — в центральный совет союза. В ноябре 1917 года Антикайнен был избран в представительство рабочих организаций Хельсинки и, одновременно, секретарём исполнительного комитета рабочих. Антикайнен не участвовал в боях гражданской войны в Финляндии в 1918 году, но работал в правительственном аппарате. В конце войны бежал со многими соратниками в Советскую Россию.

## Коммунист
Советское правительство командировало Антикайнена в Семипалатинск, но дальше Перми он проехать не смог. Вернувшись в Петроград, принял участие в формировании финского стрелкового полка в составе РККА. 29 августа 1918 года участвовал в работе Учредительного съезда компартии Финляндии.
Окончил пехотные курсы Международной школы красных командиров весной 1919 года в первом выпуске, после чего был направлен на северный фронт Гражданской войны в России, где в составе пулеметной команды принял участие в Видлицкой операции (1919).
Антикайнен окончил дополнительные курсы военной подготовки и работал преподавателем Международной школы красных командиров.
Поначалу он симпатизирует оппозиционной группе, получившей известность позднее как «револьверная оппозиция». После стрельбы в клубе Куусинена (31 августа 1920 года) он чудом избежал ареста как член этой группы.
Делегат 1-го Всероссийского съезда комсомола в Москве.
В 1921 году участвовал в подавлении Кронштадтского восстания.
В январе 1922 года был назначен командиром роты из 200 лыжников-стрелков, учащихся Международной школы красных командиров, чьей задачей было отразить вторжение в Советскую Россию белофиннов. Этот позднее получивший легендарную известность по обе стороны границы поход в Киимаярви был частью боевых действий Красной армии по подавлению Карельского восстания. Отряд Антикайнена захватил 20 января 1922 года вражеский лагерь и обоз, что привело к поражению восстания. Антикайнен вернулся героем и продолжил работу в военной школе. Военная карьера прервалась, когда в 1924 году его перевели в структуру Коминтерна.
С 1923 года — член ЦК, а с 1925 года — член Политбюро ЦК компартии Финляндии. В течение ряда лет руководил КПФ в подполье. Антикайнен бывал в Финляндии несколько раз с 1924 и руководил партией в подполье. В 1930—1933 он был представителем компартии Финляндии в Коминтерне. Он написал вышедшее в 1934 собрание сочинений к 15-летию партии.
Антикайнена отправили в 1934 на подпольную работу в Финляндию, чтобы усилить её организацию, ослабленную арестами.

## Судебный процесс и тюрьма
6 ноября 1934 года был арестован вместе с укрывавшим его Юрьё Лейно. Процесс, на котором Антикайнена обвиняли в государственной измене, убийстве и использовании подложных документов, начался в феврале 1935 года и длился 2 года. Обвинителем был Олави Хонка. Процесс получил широкую известность именно из-за сильной политизированности. Дело Антикайнена вызвало бурную полемику о возможности применении смертной казни в Финляндии — на этом настаивала часть правых. Процесс над финским коммунистом получил и широкую международную известность — развернулось движение солидарности, чьей иконой уже стал задержанный в Германии Георгий Димитров. В защиту Антикайнена выступили писатели-коммунисты — Джованни Джерманетто и Мартин Андерсен-Нексё. В свою очередь финский писатель Ялмари Финне требовал разобраться с Антикайненом судом Линча.
Международный Красный Крест оказывал юридическую помощь Антикайнену на суде и гарантировал присутствие на процессе независимых специалистов. В Финляндии образовалось либеральное общество, которое собрало 120 тысяч подписей против смертной казни. Во время суда умерла мать подсудимого, но судьи не позволили ему посетить похороны. Окружной суд приговорил Антикайнена к 8 годам заключения, а высший суд 12 мая 1937 года приговорил его по обвинению в убийстве к пожизненной каторге. Наиболее тяжёлым из пунктов обвинения было убийство пленного Антти Марьониеми в 1922 году во время лыжного рейда отряда Антикайнена. Хьялмар Фронт, бывший в отряде Антикайнена в том лыжном походе и в конце 1930-х сбежавший из Советского Союза, в опубликованных через десятилетия воспоминаниях утверждает, что слышал крики агонии Марьониеми, но не видел произошедшее своими глазами. Другой сослуживец, Л. Араярви, сообщает, что Марьониеми жгли на костре. В опубликованных в 1974 году воспоминаниях офицер КГБ Тойво Вяхя признал, что именно он убил финкой Марьониеми и двух других пленных по приказу Антикайнена, перерезав им горло, но это уже невозможно достоверно доказать.
Пока Антикайнен сидел в тюрьме, большинство видных финских коммунистов, живущих в СССР, включая Кустаа Ровио и Эдварда Гюллинга, были уничтожены во время сталинских репрессий как троцкисты.

## Возвращение в СССР и смерть
Благодаря Московскому мирному договору 1940 года по требованию Советского правительства Тойво Антикайнен и Адольф Тайми 3 мая 1940 года были освобождены и переданы СССР. Когда, оказавшись в СССР, Антикайнен начал задавать неудобные вопросы о «пропавших» товарищах по партии, то попал в многомесячный отпуск для «поправки нервов».
В 1940 году избран депутатом Верховного Совета Карело-Финской ССР I созыва, депутатом Верховного Совета СССР как представителя Карело-Финской ССР.
Осенью 1941 года Антикайнену поручили допрашивать финнов-перебежчиков из специального батальона № 21, собранного в отряд под командованием Никке Пярми из добровольцев-заключённых, в том числе 25 бывших красных командиров. Антикайнен выбирал из них пригодных для организации воздушного десанта.
Согласно официальной советской версии, Антикайнен погиб в октябре 1941 года в авиакатастрофе около Архангельска. В связи с тем, что смерть Антикайнена была выгодна как советскому руководству, которого вопросы Антикайнена ставили в неудобное положение, так и Карельскому штабу партизанского движения под руководством молодого Ю. В. Андропова, деятельность которого Антикайнен критиковал и пытался дублировать, а также в связи с тем, что советское руководство озвучило несколько взаимоисключающих версий катастрофы, ряд историков предполагают, что смерть Антикайнена была неслучайной.
Австрийская коммунистка Рут фон Майенбург («красная графиня») утверждала, что жила вместе со своим мужем Эрнстом Фишером по соседству с Антикайненом в московском отеле «Люкс», который использовался Коминтерном, — и что Антикайнен покончил с собой, выпрыгнув из окна последнего этажа, когда «тайная полиция» (очевидно НКВД) ломилась в его дверь.
Тойво Антикайнен был похоронен в Архангельске на острове Кегостров. Похороны прошли тайно; ни Отто Куусинен, с которым Антикайнен совместно проживал в это время в Карелии, ни другие деятели финского коммунистического движения на похоронах не присутствовали.

## Память

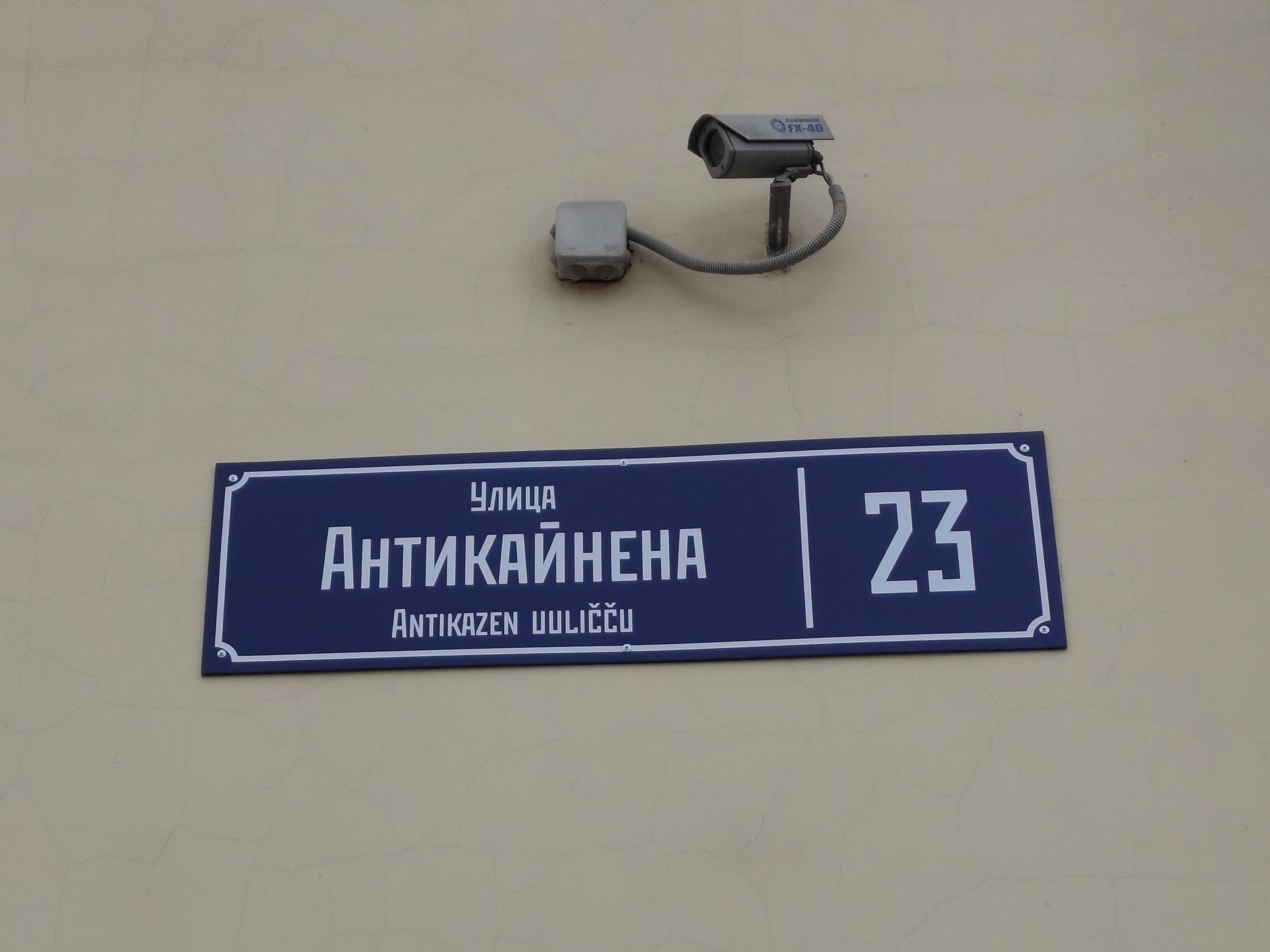
Адресная табличка на улице Антикайнена в Петрозаводске

- Одна из горных вершин Тянь-Шаня в Казахстане носит имя Антикайнена[15].
- Именем Антикайнена назван колхоз в Олонецком районе Карелии[16][17] и колхоз в Кексгольмском (Приозерском) районе Ленинградской области[18].
- Именем Тойво Антикайнена названы улицы в Петрозаводске, Сегеже, Костомукше, Сортавале, Юшкозере, Сосновце, Кегострове, Воломе, Онежском, Вяртсиля, Тикше, Муезерском, Ругозере, Реболах, Ледмозере, Поросозере, Кестеньге и Калевале и переулок в Суккозере[15].
- В 1933 году Геннадий Фиш написал о походе Антикайнена в ходе Второй советско-финской войны повесть «Падение Кимас-озера».
- По этой повести в 1937 году был поставлен художественный фильм «За Советскую Родину» («Ленфильм», режиссеры Рафаил и Юрий Музыканты). В роли Антикайнена снялся Олег Жаков.
- В 1968 году было решено установить памятник Антикайнену в Петрозаводске, однако установка памятника так и не состоялась. Был установлен лишь закладной камень, который до настоящего времени также не сохранился[15].
- Построенный в 1970 году теплоход ЧМП, названный «Тойво Антикайнен», разделан на металлолом в 1999 году[19]. Когда в январе 1986 года т/х «Тойво Антикайнен» зашёл в порт Коккола (Финляндия), оказалось, что финны не знали, кто такой Тойво Антикайнен. Оказавшись на стороне СССР, Тойво Антикайнен был забыт соотечественниками[20].
- В 1981 году судьба Антикайнена отражена в повести З. Воскресенской «Консул».
- В 2008 году к 110-летию со дня рождения Тойво Антикайнена на его могиле в Кегострове был открыт новый памятник[21].

Поэму об Антикайнене «Песнь об орле» написал финн Армас Эйкия. Есть стихи об Антикайнене у карельских поэтов Я. Ругоева, М. Тарасова.